# Sindal
Sindal è un centro abitato della Danimarca situato nel Comune di Hjørring, nella regione dello Jutland Settentrionale.
Fino al 1º gennaio 2007 era capoluogo dell'omonimo comune che faceva parte della contea dello Jutland Settentrionale.
La cittadina si trova circa 10 km ad est di Hjørring.
Lo sviluppo del centro abitato avvenne dopo la costruzione della linea ferroviaria nel 1871, la stazione si trova a sud del centro.
La strada principale è Nørregade su cui si trovano molti negozi e su cui si affacciano sia la chiesa principale risalente al 1910 sia la chiesa battista. L'antica chiesa romanica si trova invece a nordovest della cittadina fuori dal centro abitato.